# Jan Šimůnek
Jan Šimůnek (Praga, 20 febbraio 1987) è un calciatore ceco, difensore del Bochum.

## Carriera

### Club

#### In Repubblica Ceca: Sparta Praga e Kladno
Dopo aver trascorso i primi anni nelle società calcistiche Chatel St. Denis, FC Monthey viene notato da una delle migliori società della Repubblica Ceca, lo Sparta Praga; nonostante ciò viene fatto maturare nelle giovanili dell'Hellas Winterthur e del Bohemians Praha. Nel 2005 passa in prima squadra ma viene subito relegato nella squadra riserve dello Sparta Praga, dove giocherà tutta la stagione, giocando una sola partita di Gambrinus Liga. Nel 2006 viene acquistato dal Kladno dove riesce ad esprimersi a discreti livelli giocando tutta la stagione da titolare fisso, al termine della quale la squadra si salverà rimanendo in prima divisione.

#### Wolfsburg
Torna allo Sparta Praga nel 2007 ma è presto acquistato per 3,5 milioni di euro dai tedeschi del Wolfsburg dove esordisce il 18 agosto 2007 in Duisburg-Wolfsburg 1-3 nella seconda giornata di Bundesliga giocando l'incontro da titolare. Il 2 novembre 2007 subisce un infortunio alla coscia e si riprende il 5 novembre. Il 14 novembre gli ritorna il fastidio alla coscia che lo tiene lontano per poco tempo e riesce a calcare i campi tedeschi già il 19 novembre. Alla fine del campionato il Wolfsburg giunge al quinto posto potendo così partecipare alla Coppa UEFA. In campionato Simunek è condizionato da un infortunio ad inizio stagione, il 28 agosto 2008, rimanendo indisponibile per quasi un mese. A fine stagione la squadra si aggiudica il primo titolo nazionale della sua storia. Anche la stagione 2009-2010 è condizionata da diversi infortuni: il primo, del 20 agosto 2009, è un infortunio grave che lo tiene lontano dai campi per due mesi, per lo strappo muscolare degli adduttori. Il secondo, il 25 febbraio 2010, è un infortunio meno grave ma che lo terrà fuori dai campi di gioco per circa tre settimane. In questa stagione alcune l'allenatore Armin Veh non lo faceva giocare spesso costringendolo spesso alla panchina. Con i Lupi gioca in Coppa UEFA/Europa League e in Champions.

#### Kaiserslautern
Nella stagione 2010-2011 si trasferisce al K'lautern in cambio di 850.000 euro, esordendo in Kaiserslautern-Arminia Bielefeld 3-0, incontro di DFB Pokal, il 26 ottobre 2010, dopo pochi minuti di gioco subisce un nuovo infortunio, più grave dei precedenti, ed è ancora uno strappo muscolare degli adduttori, che lo renderà indisponibile sino gli inizi di dicembre.

### Nazionale
Dopo aver trascorso dal 2003 nelle Nazionali minori della Repubblica Ceca, nel 2006 arriva nell'Under-21 e nel 2007 gioca nella Nazionale maggiore. Ha esordito il 18 ottobre 2003, all'Europeo Under-17 in Repubblica Ceca-Liechtenstein 5-1. Nel 2007 partecipa al Mondiale Under-20 in Canada giocando tutti gli incontri: dopo aver superato il girone con Argentina 0-0, Corea del Nord 2-2 e Panama 2-1, supera i sedicesimi contro il Giappone e ai quarti la Spagna raggiunge la semifinale dove la Rep. Ceca sconfigge l'Austria 2-0 arrivando alla finale dove è l'Argentina a trionfare 2-1.

## Palmarès

### Club

#### Competizioni nazionali
- Campionato tedesco: 1

Wolfsburg: 2008-2009